# Osi Umenyiora
(en) Statistiques sur pro-football-reference
Ositadinma « Osi » Umenyiora, né le 16 novembre 1981 à Londres au Royaume-Uni, est un sportif professionnel anglais de football américain ayant joué dans la National Football League (NFL) au poste de defensive end pendant douze saisons (2003-2014).
Après avoir joué au niveau universitaire avec les Trojans de l'université de Troy au sein de la NCAA Division I FBS, il est sélectionné par la franchise des Giants de New York lors de la draft 2003 de la NFL. Avec les Giants, il est sélectionné à deux reprises pour le Pro Bowl et détient le record  de la franchise du plus grand nombre de sacks effectués sur un seul match. Il est un des cinq seuls joueurs anglais à avoir gagné une bague de Super Bowl,.

## Biographie
Né de parents nigérians dans le quartier de Golders Green à Londres le 16 novembre 1981, Osi Umenyiora est de nationalité anglaise,,. Ses origines africaines viennent du groupe ethnique Igbo situé dans le sud-est du Nigeria. Son prénom signifie en langage Igbo : à partir d'aujourd'hui les choses iront bien,. Ses parents, après être retourné temporairement au Nigeria, s'installent en Alabama, aux États-Unis. Il commence à jouer au football américain en high school.
Après avoir effectué sa carrière universitaire chez les Trojans de Troy (de l'université du même nom), il est sélectionné au deuxième tour de la draft 2003 de la NFL à la 56e place globale par les Giants de New York. Il est associé à l'expérimenté Michael Strahan durant ses premières saisons et signe en 2005 le deuxième meilleur total de sacks de la ligue (14,5 sacks) derrière Derrick Burgess des Raiders d'Oakland (16 sacks).
Le 23 décembre 2005, il signe une extension de contrat de 6 ans pour 41 M. US$ dont 15 M. US$ garantis.
Lors du 4e match de la 2007 contre les Eagles de Philadelphie, Umenyiora établi le record de la franchise new-yorkaise du plus grand nombre de sacks (6) en un seul match. À ce moment de la saison, les Giants égalent le record du plus grand nombre de sack sur une saison en NFL.

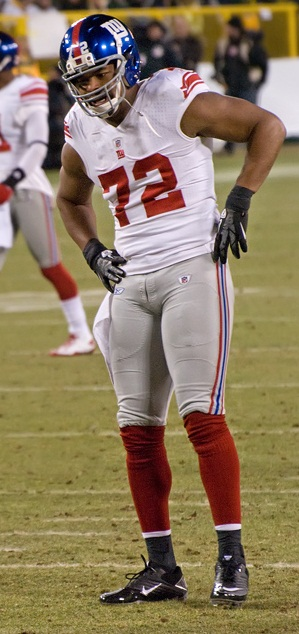
Lors du match de finale de Conférence NFC au Lambeau Field le 15 janvier 2012, New York Giants - Green Bay Packers

Le 21 octobre 2007 contre les 49ers de San Francisco, il inscrit le 2e touchdown de sa carrière : il réussit un sack sur Trent Dilfer lequel relâche le ballon qu'Osi Umenyiora récupère pour ensuite effectuer une course de 75 yards jusqu'en zone d'en-but. À la fin de la saison, les 13 sacks d'Osi permettent au Giants d"établir le record NFL de sack sur une saison (53). Les NYG créent la surprise en battant les Patriots lors du Super Bowl XLII grâce à leur performance contre le jeu de course adverse. Osi y réussit 4 tackles dont 3 en solo.
En 2008, pendant un match de pré-saison contre les Jets de New York, Umenyiora se blesse au niveau du cartilage de son genou gauche (ménisque latéral déchiré) et est obligé de se faire opérer ratant toute la saison,.
Il devint consultant TV en rejoignant l'équipe du Monday Night Football sur ESPN le 13 octobre 2008.
Le 5 novembre 2010, Osi Umenyiora est nommé joueur défensif du mois de la NFC après avoir effectué 18 tackles dont 10 en solo, 7 sacks, et forcé 6 fumbles lors des 4 matchs gagnés par les Giants lors du mois d'octobre. Umenyiora et son coéquipier Justin Tuck effectueront ensemble 11.5 sacks et 16 fumbles forcés sur l'année. Osi établi le record du plus grand nombre de fumbles forcés en une saison (10).
Le 29 juillet 2011, Umenyiora ne se présente pas le jour d'ouverture des training camps. Il est donc placé en réserve par la franchise. Le lendemain, il arrive très tard au camp. Il prétexte que le manager général Jerry Reese n'avait pas tenu sa promesse de renégocier son contrat après la saison 2010,. Il débute l'entrainement avec ses coéquipiers le 15 août mais après 3 exercices, il se blesse au genou droit et reste indisponible un mois à la suite de la chirurgie arthroscopique pratiquée, manquant le match d'ouverture contre les Redskins de Washington du 11 septembre.
Avec les Giants, il remporte deux Super Bowls, le XLII en 2007 et le XLVI en 2011, en battant à deux reprises les Patriots de la Nouvelle-Angleterre. Il est également sélectionné à deux Pro Bowl en 2005 et 2007.
En 2013, il signe un contrat de deux ans et 8,5 M. US$ avec les Falcons d'Atlanta.
Le 26 août 2015, il prend sa retraite comme joueur des Giants de New York après avoir signé un contrat d'un jour,,.
Umenyiora possède deux résidences, l'une à Cleveland dans l'État de Géorgie et l'autre à Edgewater dans le New Jersey. En 2008, il fera une apparition dans la vidéo de la chanson I Luv Your Girl du rappeur américain The-Dream.
En février 2013, il se fiance avec la Miss Univers 2011, Leila Lopes. Ils se marient le 29 mai 2015 à Luanda en Angola, pays d'origine de la mariée.
Après avoir pris sa retraite en 2015, il rejoint la BBC Sport comme consultant lors des matchs de NFL se jouant annuellement en Angleterre – la série internationale de la NFL – ainsi que lors d'un nouveau show télévisé hebdomadaire montrant les points forts des autres matchs se déroulant en seconde partie de saison jusqu'au Super Bowl. Il travaille aux côtés de Mark Chapman (en) (e.a. présentateur de Match of the Day 2), Jason Bell (ancien joueur de football américain), Nat Coombs (présentateur) et Mike Carlson (spécialiste en football américain et basketball). Leur couverture des événements a fait la bonheur des fans de football américain dans le Royaume-Uni.

## Statistiques
| Année                    | Équipe                   | MJ  |                 | Plaquages       | Plaquages       | Plaquages       | Plaquages   |             | Interceptions | Interceptions | Interceptions | Interceptions |  | Fumbles | Fumbles |
| Année                    | Équipe                   | MJ  | Total           | Seul            | Ast.            | Sacks           | Nb.         | Yards       | Déf.          | TD            | Nb.           | Rec.          |  |         |         |
| 2003                     | Giants de New York       | 13  | 20              | 13              | 07              | 01,0            | 0           | 0           | 0             | 0             | 01            | 0             |  |         |         |
| 2004                     | Giants de New York       | 16  | 58              | 40              | 13              | 07,0            | 0           | 0           | 3             | 0             | 03            | 4             |  |         |         |
| 2005                     | Giants de New York       | 16  | 70              | 48              | 22              | 14,5            | 0           | 0           | 3             | 0             | 04            | 2             |  |         |         |
| 2006                     | Giants de New York       | 11  | 31              | 24              | 07              | 06,0            | 0           | 0           | 2             | 0             | 01            | 0             |  |         |         |
| 2007                     | Giants de New York       | 16  | 52              | 40              | 12              | 13,0            | 0           | 0           | 0             | 0             | 05            | 2             |  |         |         |
| 2008                     | Giants de New York       | -   | blessé toute la | blessé toute la | blessé toute la | blessé toute la | saison 2008 | saison 2008 | saison 2008   | saison 2008   | -             | -             |  |         |         |
| 2009                     | Giants de New York       | 16  | 29              | 19              | 10              | 07,0            | 0           | 0           | 1             | 0             | 04            | 4             |  |         |         |
| 2010                     | Giants de New York       | 16  | 48              | 33              | 15              | 11,5            | 0           | 0           | 2             | 0             | 10            | 1             |  |         |         |
| 2011                     | Giants de New York       | 09  | 25              | 16              | 09              | 09,0            | 0           | 0           | 1             | 0             | 02            | 0             |  |         |         |
| 2012                     | Giants de New York       | 16  | 43              | 28              | 15              | 06,0            | 0           | 0           | 1             | 0             | 02            | 0             |  |         |         |
| 2013                     | Falcons d'Atlanta        | 16  | 47              | 31              | 16              | 07,5            | 1           | 68          | 3             | 1             | 03            | 0             |  |         |         |
| 2014                     | Falcons d'Atlanta        | 15  | 12              | 09              | 03              | 02,5            | 0           | 0           | 1             | 0             | 0             | 0             |  |         |         |
| Totaux en carrière       | Totaux en carrière       | 160 | 435             | 301             | 134             | 85,0            | 1           | 68          | 17            | 1             | 35            | 13            |  |         |         |
| Totaux chez les Giants   | Totaux chez les Giants   | 129 | 376             | 261             | 115             | 75,0            | 0           | 0           | 13            | 0             | 32            | 13            |  |         |         |
| Totaux chez les Falscons | Totaux chez les Falscons | 032 | 059             | 040             | 019             | 10,0            | 1           | 68          | 04            | 1             | 03            | 0             |  |         |         |

| Année              | Équipe             | MJ |       | Plaquages | Plaquages | Plaquages | Plaquages |       | Interceptions | Interceptions | Interceptions | Interceptions |  | Fumbles | Fumbles |
| Année              | Équipe             | MJ | Total | Seul      | Ast.      | Sacks     | Nb.       | Yards | Déf.          | TD            | Nb.           | Rec.          |  |         |         |
| 2005               | Giants de New York | 1  | 06    | 6         | 0         | 1,0       | 0         | 0     | 0             | 0             | 1             | 0             |  |         |         |
| 2006               | Giants de New York | 1  | 04    | 3         | 1         | 1,0       | 0         | 0     | 0             | 0             | 0             | 0             |  |         |         |
| 2007               | Giants de New York | 4  | 10    | 8         | 2         | 0,0       | 0         | 0     | 1             | 0             | 0             | 0             |  |         |         |
| 2011               | Giants de New York | 4  | 09    | 6         | 3         | 3,5       | 0         | 0     | 0             | 0             | 1             | 0             |  |         |         |
| Totaux en carrière | Totaux en carrière | 10 | 29    | 23        | 6         | 5,5       | 0         | 0     | 1             | 0             | 2             | 0             |  |         |         |